# Lytton (Colúmbia Britânica)
Lytton é uma vila na Colúmbia Britânica, Canadá, fica na confluência do rio Thompson e do rio Fraser, no lado leste do Fraser. O local foi habitado pelo povo Nlaka'pamux por mais de 10.000 anos.
Devido a recordes de temperaturas na região em 2021, 90% do vilarejo foi queimado por um incêndio florestal após experienciar temperaturas próximas dos 50 °C, as mais altas já registradas na história do Canadá.